# 門脇令奈
門脇 令奈（かどわき れな）は、日本で唯一の「Vegan フードクリエイター」。
日本の天然食材を元とした「Accidentally Vegan（アクシデンタリーヴィーガン）」とグルテンフリーのレシピ開発、オリジナル商品製造販売、企業や団体とのコラボレーションを展開中。
”Vegan”（ヴィーガン）（※ヴィーガニズムともいう）とは、思想や体の為に動物性の食材を摂取しない事。
一部の過激なヴィーガニズムと一線を画し、「楽しめる」範囲でのゆるいVeganを推奨している。
本人の実体験も踏まえ、2017年11月電子書籍にて「食の黒歴史を乗り越えて～新・ヴィーガンのススメ～ Kindle版」を出版。
また、動物性食材のアレルギーを持つ人達でもそうでない人たちも一緒に豊かに食事を楽しめる「食のバリアフリー」を目指し、レシピ開発、商品開発等を実践。子どもたちへの食育、非認知教育プログラムにも取り組んでいる。
元・日本エアシステム～日本航空勤務。